# Zjawisko Eberharda
Zjawisko Eberharda - zjawisko polegające na silniejszym zaczernianiu się małych fragmentów wywoływanego obrazu fotograficznego w porównaniu z polami dużymi, mimo identycznych warunków ekspozycji i wywoływania. Zjawisko to tłumaczy się dyfuzją świeżego wywoływacza z sąsiedniego pola o słabszym naświetleniu.
Zjawisko zostało odkryte w 1912 przez astrofizyka niem. G. Eberharda.